# Your Songs
Your Songs è una raccolta dell'artista britannico Elton John, pubblicata come CD ed LP in Germania nel 1985. Contiene vecchie glorie eltoniane degli anni Settanta, non necessariamente famose.
La canzone nel 2018 viene cantata al Royal Wedding del principe Harry e Meghan Markle.
E nello stesso anno viene reinterpretata da Lady Gaga che l’include in un album di tributo ad Elton e Bernie Taupin. Sembra che il brano Your Song scritto nel 1969 sia stato dedicato ad una persona per lui molto speciale, nata proprio in quell' anno.

## Tracce
1. Your Song
2. Country Comfort
3. Tiny Dancer
4. Burn Down the Mission
5. Friends
6. Take Me to the Pilot
7. Candle in the Wind
8. Elderberry Wine
9. Razor Face
10. Harmony